# Diecezja Wuhu
Diecezja Wuhu (łac. Dioecesis Uhuvensis, chiń. 天主教芜湖教区) – rzymskokatolicka diecezja ze stolicą w Wuhu, w prowincji Anhui, w Chińskiej Republice Ludowej. Biskupstwo jest sufraganią archidiecezji Anqing.

## Historia
8 sierpnia 1921 papież Benedykt XV brewe Ex hac Beati Petri erygował wikariat apostolski Anhui. Dotychczas wierni z tych terenów należeli do wikariatu apostolskiego Jiangnan (obecnie archidiecezja nankińska). 3 grudnia 1924 zmieniono jego nazwę na wikariat apostolski Wuhu.
W miarę rozwoju Kościoła w Anhui od wikariatu apostolskiego Wuhu oddzielano:
- 21 lutego 1929
  - wikariat apostolski Anqing (obecnie archidiecezja Anqing)
  - wikariat apostolski Bengbu (obecnie diecezja Bengbu)
- 22 lutego 1937 - prefekturę apostolską Tunxi.

W wyniku reorganizacji chińskich struktur kościelnych dokonanych przez Piusa XII 11 kwietnia 1946 wikariat apostolski Wuhu został podniesiony do rangi diecezji.
Z 1950 pochodzą ostatnie pełne, oficjalne kościelne statystyki. Diecezja Wuhu liczyła wtedy:
- 41 135 wiernych (0,8% społeczeństwa)
- 58 kapłanów (8 diecezjalnych i 50 zakonnych)
- 15 sióstr i 26 braci zakonnych
- 24 parafie.

Od zwycięstwa komunistów w chińskiej wojnie domowej w 1949 diecezja, podobnie jak cały prześladowany Kościół katolicki w Chinach, nie może normalnie działać.
Brak jest informacji o jakimkolwiek biskupie Wuhu z Kościoła podziemnego. Patriotyczne Stowarzyszenie Katolików Chińskich swojego pierwszego ordynariusza w Wuhu mianowało w 1990. Przyjął on sakrę bez zgody papieża zaciągając na siebie ekskomunikę latae sententiae.
W 2001 Patriotyczne Stowarzyszenie Katolików Chińskich połączyło wszystkie jednostki kościelne w prowincji Anhui (czyli archidiecezję Anqing, jej sufraganie diecezje Bengbu i Wuhu oraz prefekturę apostolską Tunxi). W ich miejsce powstała diecezja Anhui obejmująca swym zasięgiem całą prowincję. Stolica Apostolska nie uznała tej decyzji. Dokonany przez papieży podział administracyjny zachowuje Kościół podziemny.

## Ordynariusze

### Wikariusze apostolscy
- Vicente Huarte San Martín SI[4] (1922 - 1935)
- Zenón Arámburu Urquiola SI[4] (1936 - 1946)

### Biskupi
- Zenón Arámburu Urquiola SI (1946 - 1969) de facto wydalony z komunistycznych Chin, nie miał po tym czasie realnej władzy w diecezji
- sede vacante (być może urząd sprawował biskup(i) Kościoła podziemnego) (1969 - nadal)
  - Joseph Zhu Huayu (1997 - 2005) administrator; biskup Bengbu, także administrator Anqingu, od 2001 arcybiskup Anqingu

### Antybiskup
Ordynariusz mianowany przez Patriotyczne Stowarzyszenie Katolików Chińskich nieposiadający mandatu papieskiego:
- Francis Zhang Fengzao (1990 – 1994).